# Neuwiese und Wald nordöstlich von Messel

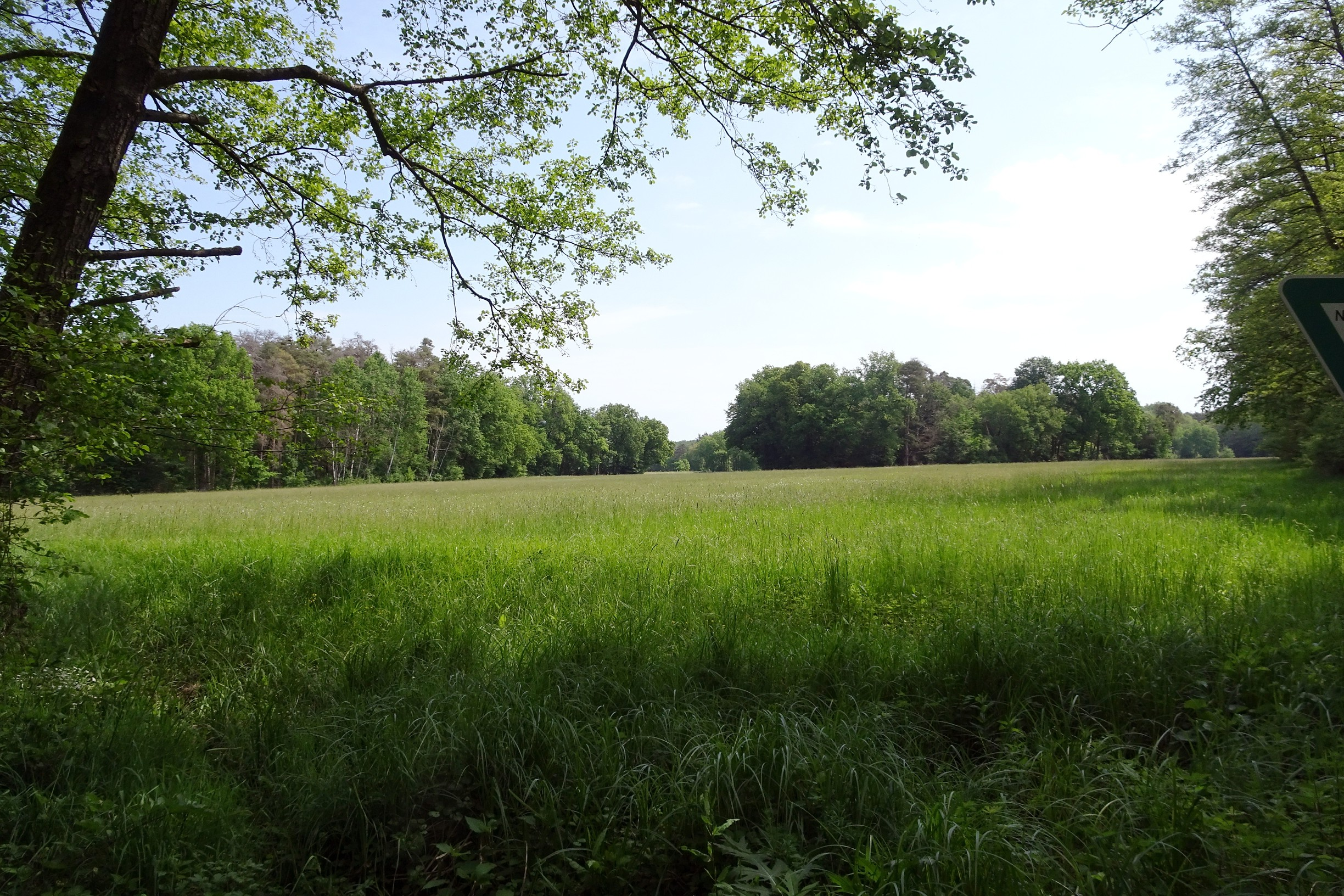
Wiese südlich der Kreisstraße (2021)

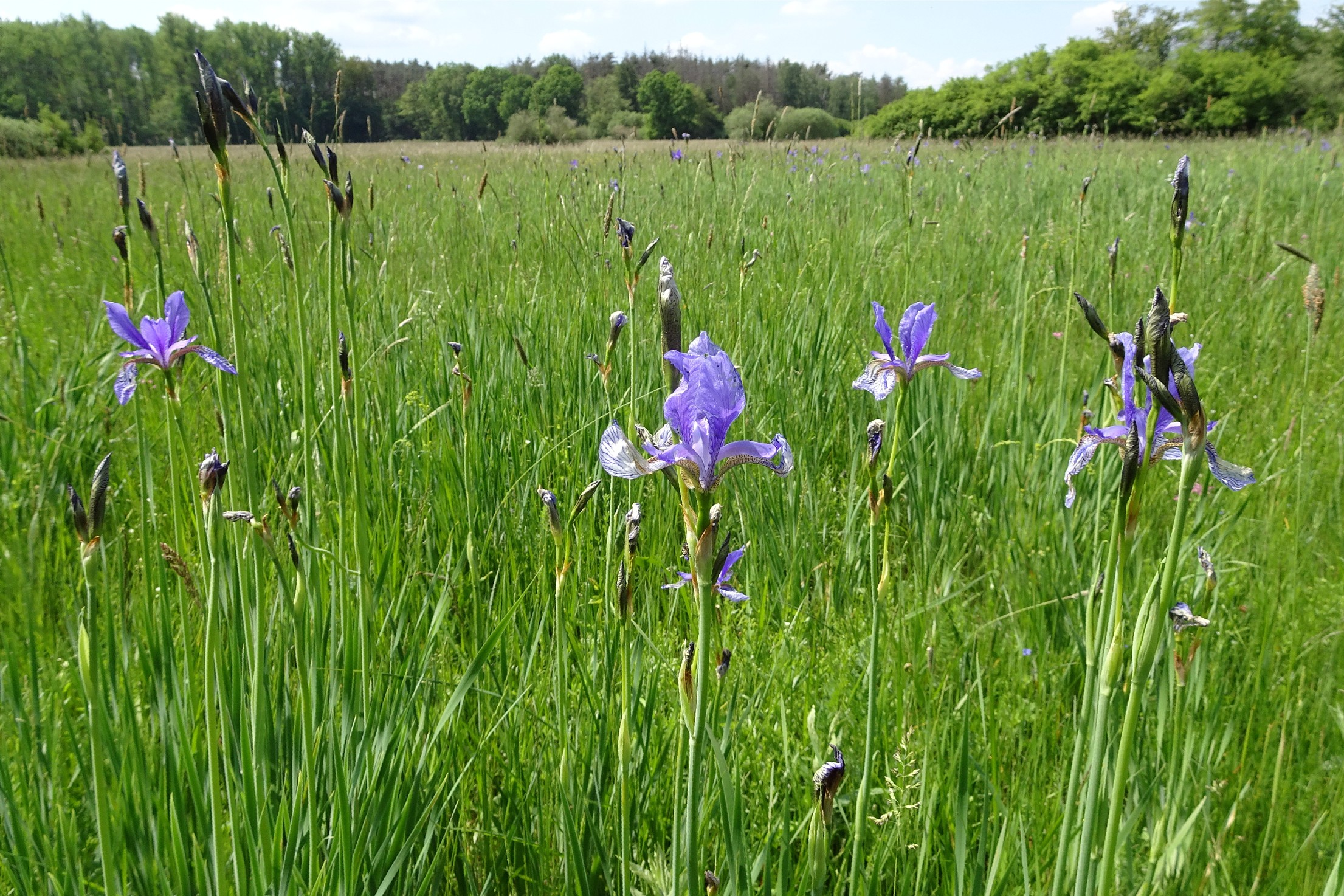
Pfeifengraswiese und Sibirische Schwertlilie (2021)

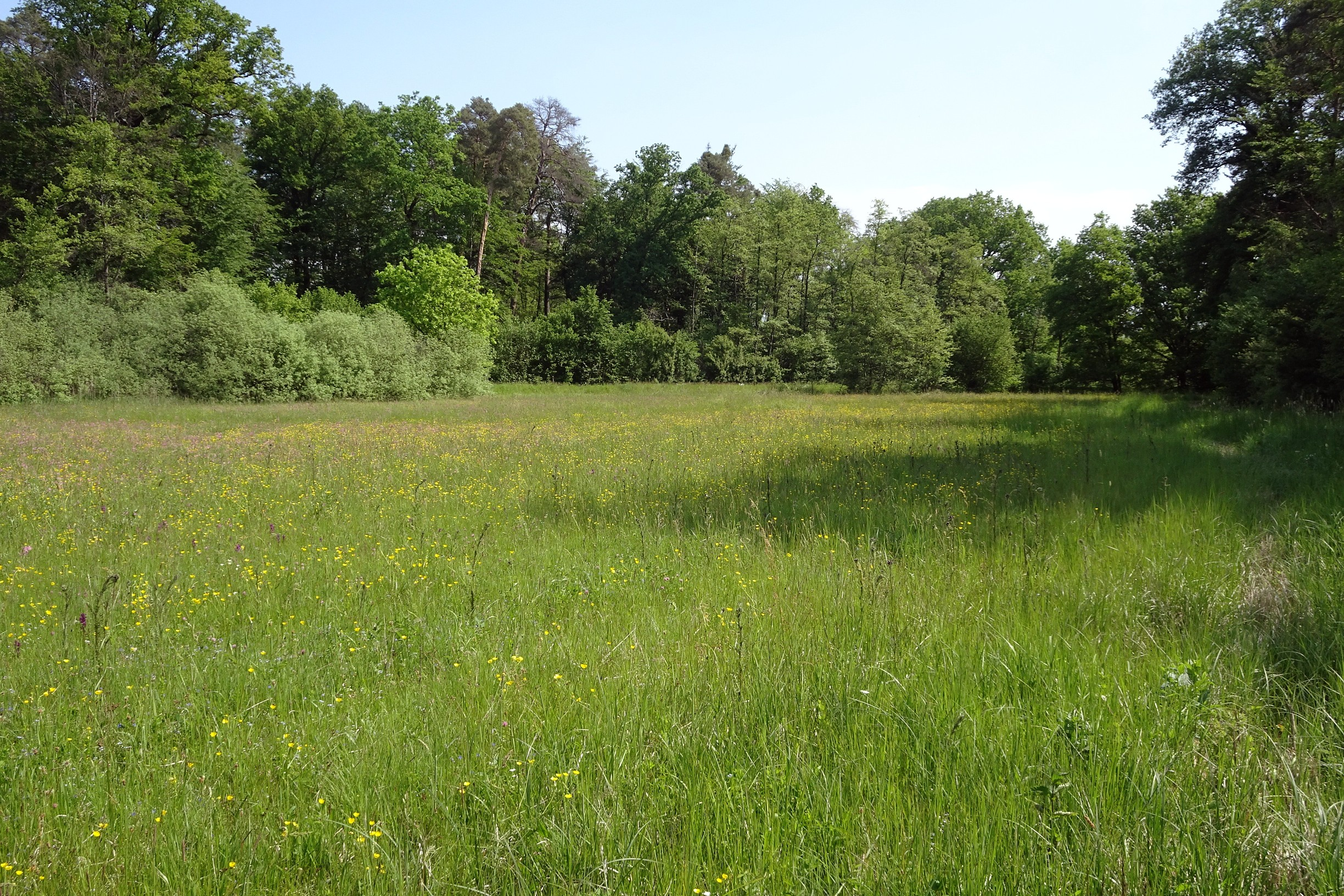
Feuchtwiese mit Breitblättrigem Knabenkraut (2021)

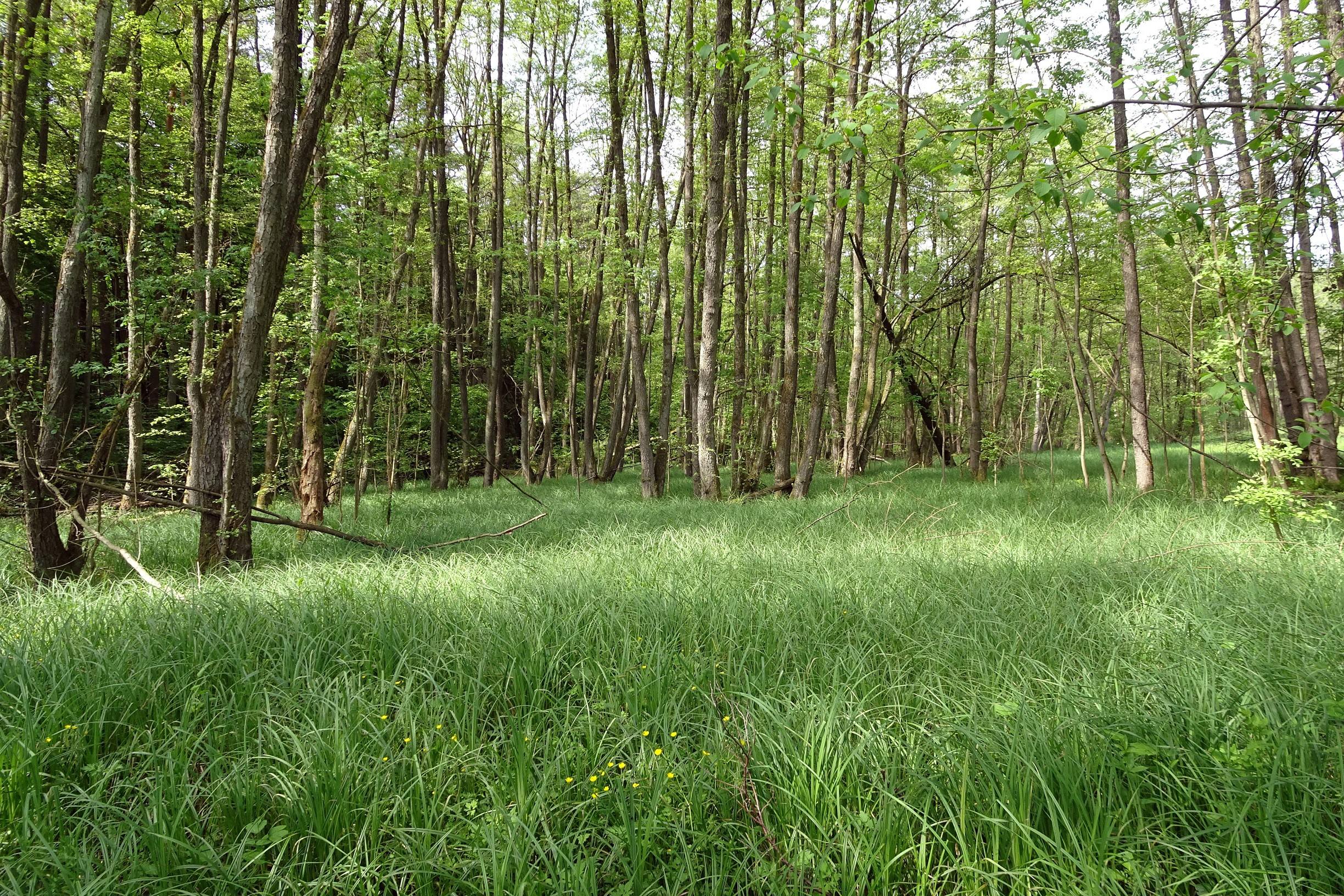
Erlenbruchwald mit Seggen (2021)

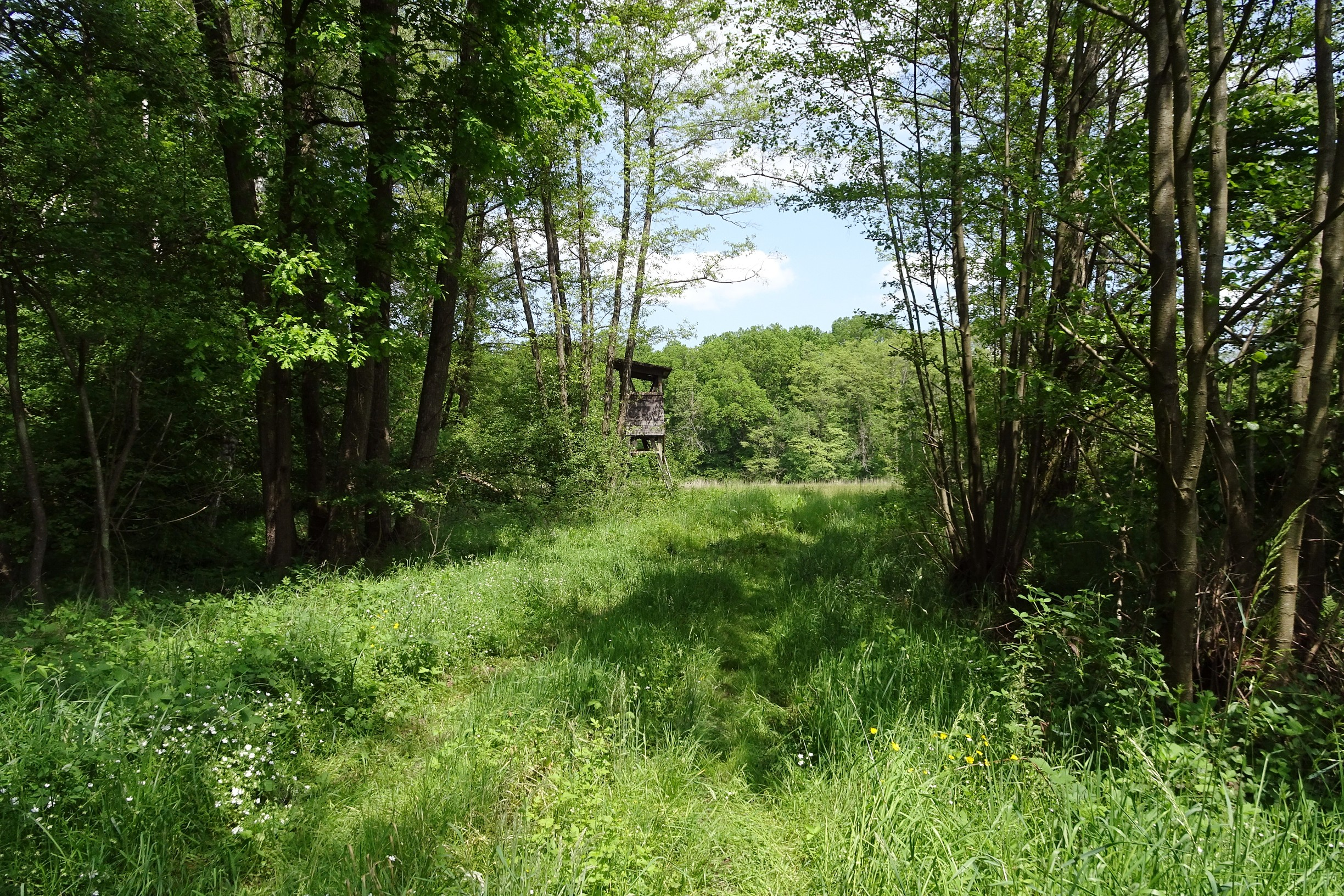
Weg zu einer Waldwiese (2021)

Das Natura 2000-Gebiet Neuwiese und Wald nordöstlich von Messel liegt in den Gemeinden Messel und Eppertshausen im Landkreis Darmstadt-Dieburg in Südhessen. Die Ausweisung als FFH-Gebiet 6018-307 erfolgte mit der Verordnung vom 16. Januar 2008 (geändert am 20. Oktober 2016). Geschützt werden Buchenwaldbestände des Messeler Hügellandes mit hohem Altholzanteil und großer Strukturvielfalt sowie angrenzende offene Wiesenflächen.

## Lage
Das FFH-Gebiet „Neuwiese und Wald nordöstlich von Messel“ liegt im Naturraum Messeler Hügelland. Es befindet sich etwa drei Kilometer nordöstlich von Messel und südlich von Urberach in einer Höhenlage von 150 bis 190 Meter. Im südlichen Drittel schließt es das 1986 ausgewiesene Naturschutzgebiet „Neuwiese von Messel“ ein. Die Kreisstraße 180 Messel – Eppertshausen durchschneidet das Gebiet im Süden. Die Gesamtfläche des FFH-Gebietes beträgt 308,64 Hektar.

## Beschreibung
Das Schutzgebiet ist ein Waldgebiet mit eingebetteten Waldwiesen, das von einigen Bächen und Gräben durchzogen wird. Der geologische Untergrund besteht aus lehmig–tonigen Perm-Verwitterungsböden (Rotliegend), die teilweise von pleistozänen, kalkarmen Flugsanden und quartären Auensedimenten überlagert sind. Im  Bereich der „Neuwiese“ dominiert wechselfeuchtes und feuchtes bis nasses Grünland. Die extensive Wiesennutzung findet dort wohl bereits seit dem 16. Jahrhundert statt. Außerdem gibt es einige, teils inselartige feuchte bis nasse Wälder. Im nördlichen Teil herrschen Laubwälder vor, neben feucht-nassen und wechselfeuchten Waldtypen sind großflächig frische Buchenwälder verbreitet. Darin eingebettet liegen die kleineren Grünlandflächen „Hellwiese“ und „Schmillenbruchwiese“.

## Flora und Fauna
Die Grünlandbereiche zeichnen sich durch ein Mosaik verschiedener extensiver Wiesengesellschaften aus. Artenreiche magere Flachland-Mähwiesen wechseln mit kleinflächigen Borstgrasrasen. Dort wachsen Flügelginster, Gewöhnliche Kreuzblume, Hunds-Veilchen, Heide-Nelke, Bleiche Segge, Blutwurz, Dreizahn und  Pillen-Segge. Besonders arten- und blütenreich sind die Pfeifengraswiesen: hier gedeihen Echte Betonie, Filz-Segge, Knollige Kratzdistel, Nordisches Labkraut, Doldiges Habichtskraut, Weidenblättriger Alant, Sibirische  Schwertlilie, Kümmelblättrige Silge, Wiesensilge und Teufelsabbiss.
Die Waldbereiche sind strukturreich und enthalten alte Bäume und Totholz. Auf frischen bis trockeneren Böden wachsen Hainsimsen-Buchenwald und Waldmeister-Buchenwald, oft mit Eichen durchsetzt, auf wechselfeuchten Böden findet sich Eichen-Hainbuchenwald. In den feuchten und nassen Bereichen wächst Bach-Auwald, Sumpfwald und Bruchwald. Bemerkenswerte Pflanzenarten sind hier Wolfs-Eisenhut und Sumpffarn.
In der Neuwiese lebt eine Population des gefährdeten Schmetterlings Dunkler Wiesenknopf-Ameisenbläuling. Weitere bedrohte Insekten sind Rotbraunes Ochsenauge, Kaisermantel sowie die Sumpfschrecke.
Die Feuchtwälder sind bedeutend als Lebensraum für Amphibien wie Grasfrosch, Springfrosch, Teichmolch und Bergmolch.
Brutvögel der Feuchtwiesen sind unter anderem Bekassine, Wiesenpieper (beide wohl seit längerem nicht mehr im Gebiet vorkommend), Braunkehlchen, Wachtelkönig, Neuntöter und Raubwürger. In den Wäldern brüten Mittelspecht und Waldschnepfe. Außerdem werden Baumfalke, Wendehals, Schwarzmilan, Wespenbussard und Rotmilan genannt.

## Erhaltungs- und Schutzziele
In dem FFH-Gebiet sollen folgende Lebensraumtypen erhalten werden:
- 6230 (*) Artenreiche montane Borstgrasrasen (und submontan auf dem europäischen Festland) auf Silikatböden
- 6410 Pfeifengraswiesen auf kalkreichem Boden, torfigen und tonig-schluffigen Böden (Molinion caeruleae)
- 6510 Magere Flachland-Mähwiesen (Alopecurus pratensis, Sanguisorba officinalis)
- 9110 Hainsimsen-Buchenwald (Luzulo-Fagetum)
- 9130 Waldmeister-Buchenwald (Galio-odorati-Fagetum, früher Asperulo-Fagetum)
- 9160 Subatlantischer oder mitteleuropäischer Stieleichenwald oder Eichen-Hainbuchenwald (Carpinion betuli)
- 91E0 (*) Auenwälder mit Alnus glutinosa und Fraxinus excelsior (Alno-Padion, Alnion incanae, Salicion albae)

Als Erhaltungsziele der Arten nach Anhang II der FFH-Richtlinie werden folgende Tiere genannt:
- Maculinea nausithous (Dunkler Wiesenknopf-Ameisenbläuling)

## Pflege und Bewirtschaftung
Ein Bewirtschaftungsplan regelt die nötigen Bewirtschaftungsweisen und Pflegemaßnahmen. Die Wiesen werden ohne Düngung und mit einschüriger Mahd bewirtschaftet, wobei unterschiedliche Mahdzeitpunkte die seltenen Arten fördern sollen. In den Wäldern sollen strukturreiche Bestände mit lebensraumtypischen Baumarten in verschiedenen Altersphasen erhalten oder entwickelt werden, die auch stehendes und liegendes Totholz und Höhlenbäume enthalten. Angepflanzte Nadelhölzer sind schrittweise durch standortgerechte Baumarten zu ersetzen. Einige Flächen werden als Kernfläche ganz aus der forstlichen Nutzung genommen. Vor der Umsetzung von Maßnahmen ist zu beachten, dass das Gebiet munitionsbelastet ist und noch nicht überall entmunitioniert wurde.